# Jackie Douglas
Jackie Douglas es una deportista estadounidense que compitió en natación sincronizada. Ganó una medalla de oro en el Campeonato Mundial de Natación de 1973, en la prueba de equipo.

## Palmarés internacional
| Campeonato Mundial | Campeonato Mundial    | Campeonato Mundial | Campeonato Mundial |
| Año                | Lugar                 | Medalla            | Prueba             |
| ------------------ | --------------------- | ------------------ | ------------------ |
| 1973               | Belgrado (Yugoslavia) | Medalla de oro     | Equipo             |